# Famille von der Goltz

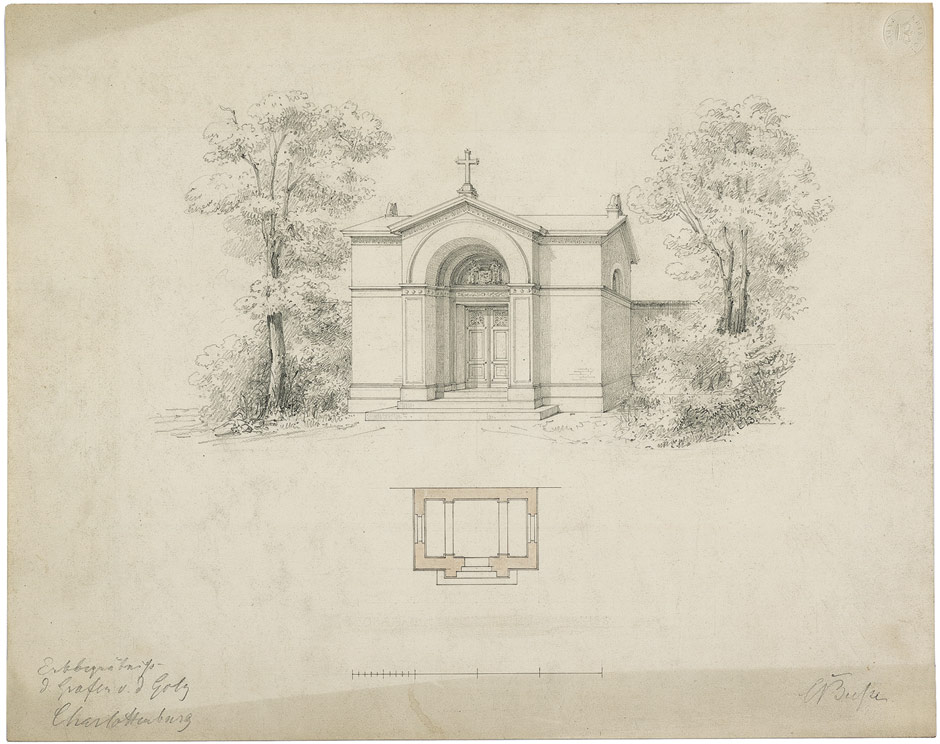
Chapelle funéraire des comtes von der Goltz à Charlottenbourg.

La famille von der Goltz est une famille de l'aristocratie prussienne originaire de la Nouvelle Marche qui subsiste aujourd'hui et qui s'est divisée en de nombreuses branches au cours de l'histoire.

## Histoire

### Origine
Selon la tradition familiale, la famille prend son origine avec les comtes de Dienheim (originaires de Rhénanie). Le comte Andreas von Dienheim devient au début du XIIe siècle seigneur de la guerre du roi de Pologne, Boleslas III Bouche-Torse. En se mariant avec la fille héritière de Johann Prawda, seigneur de Gostyn, Andreas von Dienheim hérite de la seigneurie de Golczewo, à l'origine du nom de famille actuel.
L'ancêtre dont on retrouve des mentions écrites du 12 mars 1297 est Arnoldus de Goltzen. Il fonde pour le compte du margraviat de Brandebourg la ville de Dramburg dans la Nouvelle Marche. Pendant la grande marche vers l'Est, la famille s'installe en Poméranie orientale. Elle se divise au milieu du XIVe siècle en deux branches — suivant le nom de leurs domaines — les Noirs (branche de Clausdorf) et les Blancs (branche de Heinrichsdorf). Les premiers subsistent dans leurs domaines jusqu'au partage de la Pologne, les seconds s'installent au Brandebourg.[réf. nécessaire]

### Époque moderne

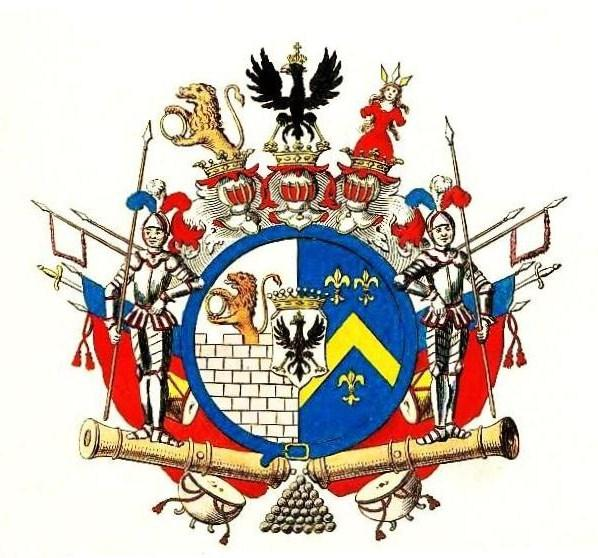
Armes des comtes von der Goltz de la branche de Heinrichsdorf, à partir de 1786.

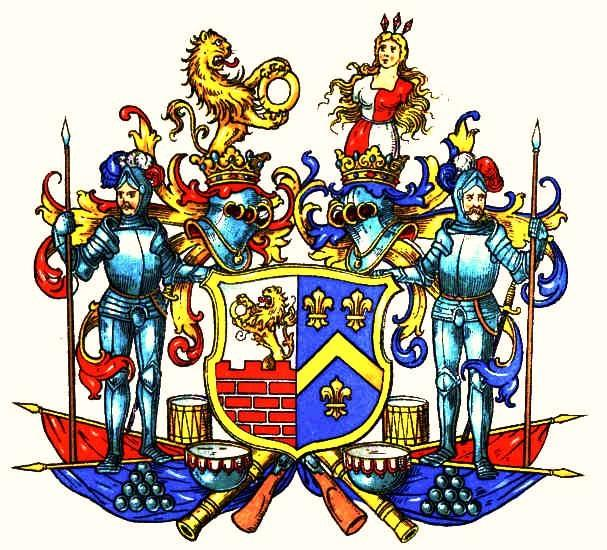
Armes des barons von der Goltz à partir du XVIII.

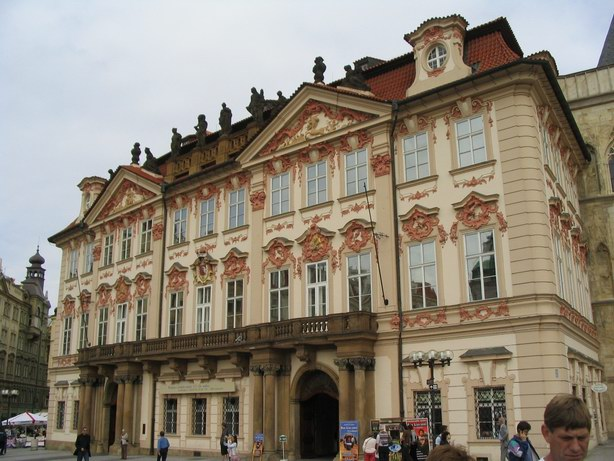
Palais Goltz-Kinsky.

En province de Prusse-Occidentale, la famille possédait de nombreux domaines. Les comtes von der Goltz consistaient au milieu du XIXe siècle en plusieurs lignées, celles de Clausdorf (divisée en lignée de Teschendorf et lignée de Tlukum), Heinrichsdorf et Sortlack, ainsi que des lignées cadettes. Les barons von der Goltz, quant à eux, se partageaient en différentes branches : celles de Sortlack (à l'origine des branches de Leißienen, Fingatten, Domnaw, Mertensdorf et Großlaut), Brotzen, Giesen, Curtow et Clausdorf (à l'origine des domaines de Schellin, Konsbruch et Kopriewe).[réf. nécessaire]
Les barons von der Goltz étaient installés dans leurs domaines de Kreitzig près de Schivelbein, Kattun près de Schneidemühl, Kopriewe, Pozdanzig et Pflastermühle près de Schlochau, Tillitz près de Strasburg in Westpreußen, Mertensdorf et Sortlack près de Friedland de Prusse-Orientale et Kallen près de Fischhausen.[réf. nécessaire]
Une branche s'installe en Autriche en 1598 avec le mariage de Günther von der Goltz et de Maria Salome von und zu Polheim. Il devient général de cavalerie de l'armée du Saint-Empire et gouverneur de Moravie et de Bohême. L'empereur Ferdinand II voulait lui octroyer le titre de prince d'Empire, mais il renonce. Son neveu, Joachim Ferdinand von der Goltz, devient conseiller à la cour à Prague et meurt en 1678 à Vienne, où il est enterré dans la crypte de l'église des Augustins. C'est de cette branche qu'est issu Maximilian Martin von der Goltz qui s'illustre pendant la guerre de Trente Ans et dont la ville de Golčův Jeníkov (Goltsch-Jenikau en allemand) porte le nom. Un descendant, le comte Johann Ernst Wenzel von der Goltz, fait construire en 1755-1765 l'imposant palais Kinský, place de la Vieille-Ville à Prague, décoré par Carlo Giovanni Bossi. Cette branche catholique s'éteint à la fin du XVIIIe siècle avec la mort du comte Ernst Ignatz Johann Nepomuk von der Goltz.[réf. nécessaire]
La famille von der Goltz donne naissance à nombre de diplomates, hauts fonctionnaires et savants, et surtout à de grands officiers, dont cinq maréchaux, trente-huit généraux, et un amiral. Du temps du royaume de Prusse, dix-neuf membres de la famille se voient décorés de l'Ordre Pour le Mérite. Rien que pour la seule année 1806, l'armée prussienne accueillait dans ses rangs vingt-et-un comtes, barons et seigneurs von der Goltz. En 1836, ils étaient vingt-six.[réf. nécessaire]

## Blason

### Armoiries
Les armoiries montrent en rouge un chevron d'argent. Sur le casque aux lambrequins rouges et argentées, sept plumes de coq noires.

### Armoiries écartelées
Depuis la fin du XVIIe siècle, la famille porte un blason écartelé avec deux heaumes. Devant, en argent, un mur (de) crénelé rouge à joints d'argent (également en rouge, un mur crénelé d'argent) d'où sort un lion d'or tenant entre ses pattes un anneau d'or. Derrière, en bleu, un chevron d'or accompagné de trois (2, 1) fleurs de lys d'or. Sur le casque de droite, aux lambrequins rouge et argent, le lion portant un anneau, sur le casque de gauche, aux cimiers bleu et or, le tronc croissant d'une vierge aux bras fuselés, aux cheveux d'or dénoués, vêtue d'une robe carrée or et bleu, la tête ornée de trois fusées (de) divisées or et bleu.

### Histoire des armoiries
Selon Gustav Adelbert Seyler (de), les armoiries du clan héraldique polonais Prawdzic, également appelée Prawda, sont ajoutées aux armoiries de la famille von der Goltz, probablement en raison d'un mariage. Les armoiries de Prawda sont décrites comme suit : en rouge, poussant d'un mur d'étain rouge, un lion d'or tenant un anneau d'or dans ses pattes. Les généalogistes plus anciens font référence au lion des seigneurs de Dienheim, qui portent un lion d'argent couronné d'or sous un chef d'écu d'argent en rouge. L'anneau ou le porte-clés est l'armes parlante de la Pravda.

## Personnalités
- Comte Albert von der Goltz (it) (1893-1944), colonel, récipiendaire de la croix de chevalier avec feuilles de chêne
- Baron Alexander Wilhelm von der Goltz (de) (1774-1820), Generalmajor prussien
- Alexander von der Goltz (de) (1800-1870), lieutenant-colonel prussien ; écrivain théologique et philosophique ; membre du "Cercle des éveillés" à Berlin
- Baron Alexander von der Goltz (de) (1832-1912), président du conseil d'Alsace-Lorraine
- Comte Alexander von der Goltz (1844-1930), Generalleutnant prussien
- Anton von der Goltz (1828-1902), seigneur propriétaire terrien et membre du Reichstag;
- August Friedrich Ferdinand von der Goltz (1765-1832), homme d'État prussien
- Balthasar von der Goltz (de) (1610-1688), maréchal de la cour de Brandebourg
- Balthasar Friedrich von der Goltz (de) (1708-1757), colonel prussien et commandant de régiment
- Comte Carl von der Goltz (1848-1905), diplomate prussien
- Baron Carl von der Goltz (de) (1794-1865), administrateur d'arrondissement (de) prussien
- Christoph Heinrich von der Goltz (1663-1739), 1720–1732 Commandant du * 15e régiment d'infanterie ; 1732–1739 Commandant du * 5e régiment d'infanterie
- Colmar von der Goltz (1843-1916), Generalfeldmarschall prussien, historien militaire et écrivain, surnommé le « pacha Goltz » (Goltz Pascha)
- Conrad von der Goltz (de), musicien et professeur à l'école de musique de Wurtzbourg
- Baron Kuno von der Goltz (1851-1932), Generalleutnant prussien
- Baron Curt von der Goltz (1861-1922), membre de la chambre des seigneurs de Prusse
- Eduard von der Goltz (de) (1870-1939), pasteur et théologien
- Ferdinand von der Goltz (de) (1795-1867), général prussien.
- Baron Friedrich von der Goltz (de) (1830-1900), Generalleutnant prussien
- Baron Friedrich von der Goltz (de) (1856-1905) administrateur d'arrondissement prussien
- Georg Konrad von der Goltz (de) (1704-1747), Generalmajor prussien
- Georg Conrad von der Goltz (1852-1930), General der Infanterie prussien
- Georg Wilhelm von der Goltz (de) (1721-1767), général polonais
- Baron George Ernst von der Goltz (de) (1705-1755) administrateur d'arrondissement prussien
- Gottfried von der Goltz (1964), violoniste germano-norvégien
- Gustav von der Goltz (de) (1799-1868), administrateur d'arrondissement prussien, membre de l'Assemblée de Francfort
- Baron Gustav von der Goltz (de) (1801-1870), Generalleutnant prussien
- Comte Gustav von der Goltz (de) (1831-1909), vice-président de la haute cour d'appel et administrateur d'arrondissement prussien
- Baron Hans von der Goltz (1855-1931), général de cavalerie
- Hans von der Goltz (de) (1926), juriste et écrivain
- Baron Hans Christoph Dietloff von der Goltz (de) (1713-1769) administrateur d'arrondissement prussien
- Heinrich von der Goltz (1648-1725) Generalmajor de la Marche-Électorale et maréchal de camp lieutenant de l'Empire russe
- Heinrich von der Goltz (1775-1822), Generalleutnant prussien
- Hermann von der Goltz (de) (1835-1906), théologien protestant
- Hubertus von der Goltz (de) (1941), peintre
- Joachim Rüdiger von der Goltz (de) (1620-1688), Generalfeldmarschall
- Joachim von der Goltz (de) (1892-1972), juriste, exploitant agricole et écrivain
- Johann Wilhelm von der Goltz (de) (1737-1793), Generalmajor prussien
- Comte Karl von der Goltz (1798-1878), général de cavalerie prussien
- Karl Alexander von der Goltz (de) (1739-1818), Feldmarschall de l'armée du Portugal et Generalleutnant de l'armée danoise
- Karl Christoph von der Goltz (de) (1707-1761), Generalleutnant prussien
- Karl Franz von der Goltz (de) (1740-1804), Generalleutnant prussien
- Karl Friedrich von der Goltz (1815-1901), général de cavalerie prussien
- Comte Karl Heinrich von der Goltz (1803-1881), Generalleutnant prussien
- Konrad von der Goltz (de) (1883-1938), administrateur de l'arrondissement de Königsberg
- Kristin von der Goltz (de) (1966), musicienne germano-norvégienne
- Kuno von der Goltz (1817-1897), général prussien
- Leopold Heinrich von der Goltz (de) (1746-1816), Generalleutnant prussien et chef du 3e régiment de cuirassiers
- Baron Max von der Goltz (1838-1906), amiral prussien
- Baron Moritz von der Goltz (de) (1820-1881), Generalleutnant prussien
- Baron Oskar von der Goltz (1852-1933), Generalleutnant prussien
- Robert von der Goltz (1811-1855), homme politique prussien
- Robert von der Goltz (1817-1869), diplomate prussien
- Rüdiger von der Goltz (de) (1837-1910), Landesdirektor de Prusse-Orientale, membre de la chambre des seigneurs de Prusse
- Rüdiger von der Goltz (de) (1869-1945), homme politique prussien
- Rüdiger von der Goltz (1865-1946), général, chef de corps francs de la Baltique — la Division de fer — et conseiller militaire en Finlande
- Rüdiger von der Goltz (de) (1894-1976), juriste et homme politique (NSDAP)
- Theodor von der Goltz (de) (1836-1905), agronome
- Wilhelm Bernhard von der Goltz (de) (1736-1795), officier prussien et diplomate
- Wilhelm Heinrich von der Goltz (de) (1721-1789), 1780–1784 commandant du 53e régiment d'infanterie; 1784–1790, puis du 7e régiment d'infanterie
- Willibald von der Goltz (de) (1829-1899), Generalmajor prussien